# 858
Évszázadok: 8. század – 9. század – 10. század
Évtizedek: 800-as évek – 810-es évek – 820-as évek – 830-as évek – 840-es évek – 850-es évek – 860-as évek – 870-es évek – 880-as évek – 890-es évek – 900-as évek
Évek: 853 – 854 – 855 – 856 –  857 – 858 – 859 – 860 – 861 – 862 – 863

## Események

### Európa
- Kopasz Károly nyugati frank király Verberie-ben békét és szövetséget köt a viking Vasbordájú Björnnel. Ezt követően Björn kifosztja Chartres-t és megöli püspökét, Frotbaldot. Károly ostrom alá veszi a vikingek táborát a Szajna Oscelles szigetén, de szeptemberben dolgavégezetlenül elvonul.
- Miután Kopasz Károly képtelen elejét venni a vikingek fosztogatásainak és az aquitániai lázadásoknak, a nemesség egy része (többek között Erős Róbert és Salomon breton herceg) fellázad ellene és behívja féltestvérét, Német Lajost, aki nagy sereggel bevonul a Nyugati Frank Királyságba. Károly Burgundiába menekül, de az aquitániai püspökök továbbra is őt tekintik legitim uralkodónak.
- Német Lajos fia, Karlmann karintiai herceg a morva Rasztiszlav ellen indít hadjáratot, de visszaverik.
- Meghal Æthelwulf wessexi király. Utódja legidősebb fia, Æthelbald, aki feleségül veszi apja 14 éves özvegyét, a frank Welf Juditot. Az egyház a házasságot vérfertőzésnek tekinti és élénken tiltakozik ellene.
- Meghal I. Kenneth, a Skót Királyság megalapítója. Utódja 46 éves öccse, I. Donald.
- Meghal III. Benedek pápa. Utódjául I. Miklóst választják meg.[1]

### Japán
- Meghal Montoku császár. Utódja 8 éves fia, Szeiva, aki helyett anyai nagyapja, Fudzsivara no Josifusza kormányoz régensként. Ő az első régens, aki nem a császári családból származik és vele megkezdődik a Fudzsivarák dominanciája a japán politikában.

## Születések
- Al-Battání, arab matematikus, csillagász
- Al-Halládzs, perzsa költő, misztikus
- Richárd, burgundiai herceg
- Rúdakí, perzsa költő

## Halálozások
- január 13. – Æthelwulf, wessexi király
- február 13. – I. Kenneth, skót király
- április 17. – III. Benedek, római pápa[1]
- október 7. - Montoku, japán császár
- Li Sang-jin, kínai költő

## Fordítás
- Ez a szócikk részben vagy egészben  a(z)   858 című angol Wikipédia-szócikk ezen változatának fordításán alapul.  Az eredeti cikk szerkesztőit annak laptörténete sorolja fel. Ez a jelzés csupán a megfogalmazás eredetét és a szerzői jogokat jelzi, nem szolgál a cikkben szereplő információk forrásmegjelöléseként.